# M.P. Weibel
Marius Peter Weibel (6. oktober 1896 i Tønder – 1. oktober 1981 Frederiksberg) var en dansk ingeniør og erhvervsleder.
Han var uddannet civilingeniør og var først ansat på DISA A/S, men gik i 1936 solo, idet han grundlagde elektronikvirksomheden M.P. Weibel, i dag Weibel Scientific A/S. Sammen med civilingeniørerne J.C. Jensen og Carl Schrøder grundlagde han desuden i 1947 maskin- og ammunitionsfabrikken A/S Wejra. Weibel var medlem af Wejras bestyrelse til 1975, da han solgte sine aktier til direktør Poul Bilgart. I 1977 trak han sig også ud af M.P. Weibel, som blev overtaget af Erik Tingleff Larsen.
Han var gift med Edith Pingel og far til Bent Weibel.